# 氷川神社 (世田谷区宇奈根)
氷川神社（ひかわじんじゃ）は、地名を冠して宇奈根氷川神社（うなねひかわじんじゃ）とも称される。東京都世田谷区の神社。近隣の喜多見氷川神社・大蔵氷川神社とともに「三所明神社」を称している。

## 歴史
創建年代は不明である。ただ少なくとも江戸時代には既に存在していたものと推測される。宇奈根村の鎮守であり、観音寺が別当寺であった。
国学者で歌人の橘千蔭は当社に参拝し、次の歌を詠んでいる。
1945年（昭和20年）の空襲で社殿を焼失したが、1962年（昭和37年）に再建している。
現在の社殿は、1999年（平成11年）に新築したものである。

## 交通アクセス
- 二子玉川駅より徒歩37分。

## ギャラリー

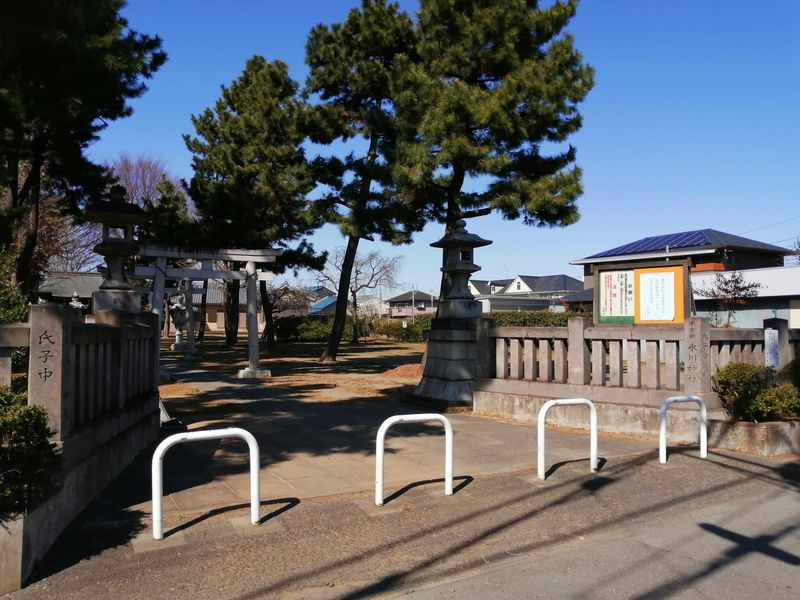
鳥居
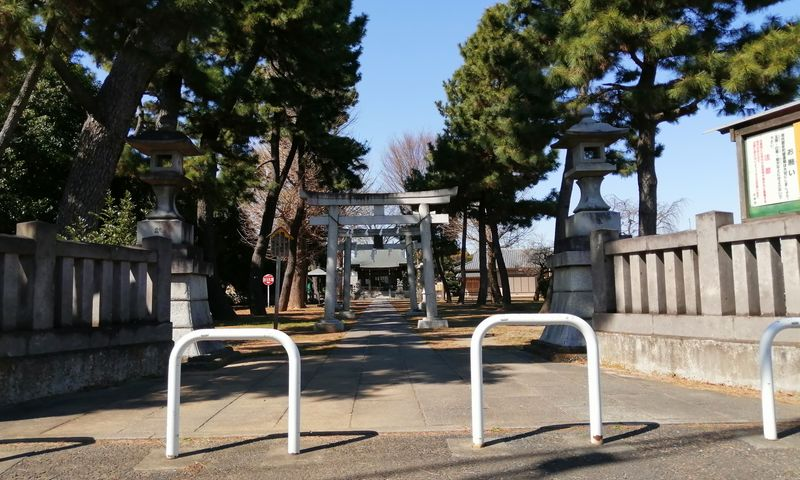
鳥居と参道
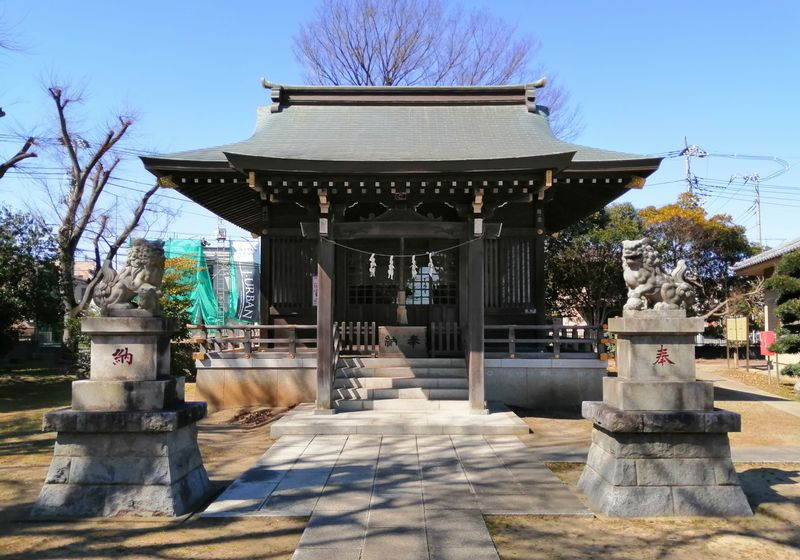
社殿
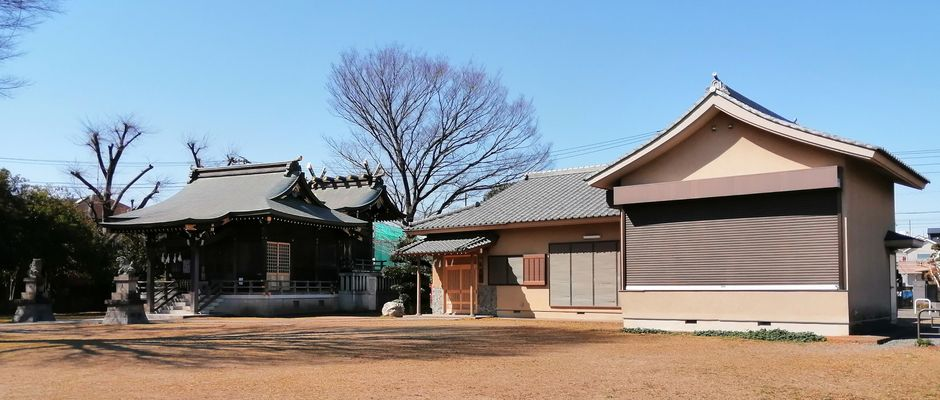
社殿と社務所

## 分社
多摩川対岸の神奈川県川崎市高津区宇奈根には、当神社から分祀された氷川神社（川崎宇奈根氷川神社などと呼称）がある。